# El Dakhleya SC
El Dakhleya SC (en árabe: نادي الداخلية الرياضي‎) es un club deportivo de Abbassia, El Cairo, Egipto. Fue fundado en 2005 y es conocido por su equipo de fútbol, que disputa la Liga Premier de Egipto desde la temporada 2022-23.

## Historia
El club logró su primer ascenso en la temporada 2010-11 de la Segunda División de Egipto.